# Liga mistrů UEFA 2021/2022 – skupinová fáze
Skupinová fáze Ligy mistrů UEFA 2021/22 začala 14. září 2021 a skončila 9. prosince 2021. Ve skupinové fázi se utkalo celkem 32 týmů, které rozhodly o 16 postupujících do vyřazovací fáze Ligy mistrů UEFA 2021/22.

## Los
Losování skupinové fáze proběhlo 26. srpna 2021 v 18:00 SELČ v tureckém Istanbulu. 32 týmů bylo rozlosováno do osmi skupin po čtyřech. Při losování byly týmy nasazeny do čtyř košů po osmi týmech podle následujících zásad:
V 1. koši se nacházeli držitelé titulů Ligy mistrů a Evropské ligy a mistři šesti nejlepších asociací na základě jejich koeficientů UEFA pro rok 2020. Koše 2, 3 a 4 obsahovaly zbývající týmy, nasazené na základě jejich klubových koeficientů UEFA pro rok 202]. Do stejné skupiny nemohly být nalosovány týmy ze stejné země a z politických důvodů ani týmy z Ukrajiny a Ruska. Před losováním vytvořila UEFA dvojice týmů ze stejné asociace (jedna dvojice pro asociace se dvěma nebo třemi týmy, dvě dvojice pro asociace se čtyřmi nebo pěti týmy) na základě televizních diváků, kdy byl jeden tým nalosován do skupin A-D a druhý tým do skupin E-H, takže oba týmy hrály v různé dny. Po potvrzení týmů ve skupinové fázi UEFA oznámila následující dvojice:
V každém hracím dnu odehrála jedna sada čtyř skupin své zápasy v úterý, zatímco druhá sada čtyř skupin odehrála své zápasy ve středu, přičemž obě skupiny se v jednotlivých hracích dnech střídaly. O rozlosování se rozhodovalo po losování, které se provádělo pomocí počítačového losování, jež nebylo veřejně přístupné. Každý tým nesměl odehrát více než dva zápasy doma nebo dva zápasy venku za sebou a v první a poslední hrací den odehrál jeden zápas doma a jeden zápas venku. toto uspořádání se lišilo od předchozích sezón, kdy v první a poslední hrací den hrály stejné dva týmy doma.

## Systém
V každé skupině se týmy utkaly systémem každý s každým. Dva nejlepší týmy z každé skupiny postoupily do 16. kola. Týmy na třetích místech postoupily do vyřazovací části play-off Evropské ligy, zatímco týmy na čtvrtých místech byly pro tuto sezónu z evropských soutěží vyřazeny.
Týmy byly hodnoceny podle počtu bodů (3 body za výhru, 1 bod za remízu, 0 bodů za prohru). Pokud měly dva nebo více týmů stejný počet bodů, použila se pro určení pořadí následující kritéria rovnosti bodů v uvedeném pořadí :
- 1.Body ve vzájemných zápasech mezi týmy s rovným počtem bodů;
- 2. rozdíl branek ve vzájemných zápasech mezi vyrovnanými týmy;
- 3. počet vstřelených branek v přímých zápasech mezi vyrovnanými týmy;

Pokud byly všechny kritéria ve vzájemných zápasech vyrovnaná rozhodoval:
- 4. Rozdíl branek ve všech zápasech ve skupině;
- 5. počet vstřelených branek ve všech zápasech skupiny;
- 6. góly vstřelené ve všech zápasech skupiny;
- 7. vítězství ve všech zápasech skupiny;
- 8. vítězství venku ve všech zápasech skupiny;
- 9. Disciplinární body (přímá červená karta = 3 body; dvojitá žlutá karta = 3 body; jednoduchá žlutá karta = 1 bod);

Klubový koeficient UEFA
Vzhledem ke zrušení pravidla o počtu vstřelených gólů ve venkovních zápasech se od této sezóny přestaly jako rozhodující faktor uplatňovat góly ve vzájemných zápasech. Celkový počet venkovních gólů se však jako rozhodující faktor uplatňoval i nadále.

## Skupiny
Rozpis zápasů byl oznámen 27. srpna 2021, den po losování. Zápasy se hrály ve dnech 14.-15. září, 28.-29. září, 19.-20. října, 2.-3. listopadu, 23.-24. listopadu a 7.-8. prosince 2021. Plánované časy výkopů byly 18:45 (dva zápasy v každém dni) a 21:00 (zbývajících šest zápasů) středoevropského času/CEST.
Časy byly SEČ/CEST, jak je uvádí UEFA (místní časy, pokud se liší, jsou uvedeny v závorkách).

### Skupina A
| Poř. | Tým                | Z | V | R | P | VG | OG | B  |
| ---- | ------------------ | - | - | - | - | -- | -- | -- |
| 1.   | Manchester City FC | 6 | 4 | 0 | 2 | 18 | 10 | 12 |
| 2.   | PSG                | 6 | 3 | 2 | 1 | 13 | 8  | 11 |
| 3.   | RB Leipzig         | 6 | 2 | 1 | 3 | 15 | 14 | 7  |
| 4.   | Club Brugge KV     | 6 | 1 | 1 | 4 | 6  | 20 | 4  |

| 15. září 2021 21:00 |     |                        |                                                                     |
| Club Brugge KV      | 1:1 | Paris Saint-Germain FC | Jan Breydel Stadion, Bruggy diváci: 27 546 rozhodčí: Sandro Schärer |
| Vanaken 27'         |     | Herrera 15'            | Jan Breydel Stadion, Bruggy diváci: 27 546 rozhodčí: Sandro Schärer |

| 15. září 2021 21:00                                                              |     |                      |                                                                      |
| Manchester City FC                                                               | 6:3 | RB Leipzig           | Etihad Stadium, Manchester diváci: 38 062 rozhodčí: Serdar Gozubuyuk |
| Aké 16' Mukiele 28' (vl.) Mahrez 45+2' (pen.) Grealish 56' Cancelo 75' Jesus 85' |     | Nkunku 42', 51', 73' | Etihad Stadium, Manchester diváci: 38 062 rozhodčí: Serdar Gozubuyuk |

| 28. září 2021 21:00    |     |                    |                                                              |
| Paris Saint-Germain FC | 2:0 | Manchester City FC | Park Princů, Paříž diváci: 37 350 rozhodčí: Carlos del Cerro |
| Gueye 8' Messi 74'     |     |                    | Park Princů, Paříž diváci: 37 350 rozhodčí: Carlos del Cerro |

| 28. září 2021 21:00 |     |                      |                                                               |
| RB Leipzig          | 1:2 | Club Brugge KV       | Red Bull Arena, Lipsko diváci: 23 500 rozhodčí: Slavko Vinčić |
| Nkunku 5'           |     | Vanaken 22' Rits 40' | Red Bull Arena, Lipsko diváci: 23 500 rozhodčí: Slavko Vinčić |

| 19. října 2021 18:45 |     |                                                          |                                                                    |
| Club Brugge KV       | 1:5 | Manchester City FC                                       | Jan Breydel Stadion, Bruggy diváci: 24 915 rozhodčí: István Kovács |
| Vanaken 81'          |     | Cancelo 30' Mahréz 43' (pen.), 84' Walker 53' Palmer 67' | Jan Breydel Stadion, Bruggy diváci: 24 915 rozhodčí: István Kovács |

| 19. října 2021 21:00            |     |                       |                                                         |
| Paris Saint-Germain FC          | 3:2 | RB Leipzig            | Park Princů, Paříž diváci: 47 359 rozhodčí: Marco Guida |
| Mbappé 9' Messi 67' (pen.), 74' |     | Silva 28' Mukiele 57' | Park Princů, Paříž diváci: 47 359 rozhodčí: Marco Guida |

| 3. listopadu 2021 21:00                       |     |                  |                                                                         |
| Manchester City FC                            | 4:1 | Club Brugge KV   | Etihad Stadium, Manchester diváci: 50 228 rozhodčí: Antonio Mateu Lahoz |
| Foden 15' Mahrez 54' Sterling 72' Jesus 90+2' |     | Stones 15' (vl.) | Etihad Stadium, Manchester diváci: 50 228 rozhodčí: Antonio Mateu Lahoz |

| 3. listopadu 2021 21:00           |     |                        |                                                                |
| RB Leipzig                        | 2:2 | Paris Saint-Germain FC | Red Bull Arena, Lipsko diváci: 42 164 rozhodčí: Andreas Ekberg |
| Nkunku 8' Szoboszlai 90+2' (pen.) |     | Wijnaldum 21', 39'     | Red Bull Arena, Lipsko diváci: 42 164 rozhodčí: Andreas Ekberg |

| 24. listopadu 2021 21:00 |     |                                                        |                                                                   |
| Club Brugge KV           | 0:5 | RB Leipzig                                             | Jan Breydel Stadion, Bruggy diváci: 24 072 rozhodčí: Davide Massa |
|                          |     | Nkunku 12', 90+3' Forsberg 17' (pen.), 45+1' Silva 26' | Jan Breydel Stadion, Bruggy diváci: 24 072 rozhodčí: Davide Massa |

| 24. listopadu 2021 21:00 |     |                        |                                                                    |
| Manchester City FC       | 2:1 | Paris Saint-Germain FC | Etihad Stadium, Manchester diváci: 52 030 rozhodčí: Daniele Orsato |
| Sterling 63' Jesus 76'   |     | Mbappé 50'             | Etihad Stadium, Manchester diváci: 52 030 rozhodčí: Daniele Orsato |

| 7. prosince 2021 18:45              |     |                |                                                               |
| Paris Saint-Germain FC              | 4:1 | Club Brugge KV | Park Princů, Paříž diváci: 47 492 rozhodčí: Jesús Gil Manzano |
| Mbappé 2', 7' Messi 38', 76' (pen.) |     | Rits 68'       | Park Princů, Paříž diváci: 47 492 rozhodčí: Jesús Gil Manzano |

| 7. prosince 2021 18:45   |     |                    |                                                           |
| RB Leipzig               | 2:1 | Manchester City FC | Red Bull Arena, Lipsko diváci: 0 rozhodčí: Sandro Schärer |
| Szoboszlai 24' Silva 71' |     | Mahrez 76'         | Red Bull Arena, Lipsko diváci: 0 rozhodčí: Sandro Schärer |

### Skupina B
| Poř. | Tým             | Z | V | R | P | VG | OG | B  |
| ---- | --------------- | - | - | - | - | -- | -- | -- |
| 1.   | Liverpool FC    | 6 | 6 | 0 | 0 | 17 | 6  | 18 |
| 2.   | Atlético Madrid | 6 | 2 | 1 | 3 | 7  | 8  | 7  |
| 3.   | FC Porto        | 6 | 1 | 2 | 3 | 4  | 11 | 5  |
| 4.   | AC Milán        | 6 | 1 | 1 | 4 | 6  | 9  | 4  |

| 15. září 2021 21:00 |     |          |                                                                     |
| Atlético Madrid     | 0:0 | FC Porto | Wanda Metropolitano, Madrid diváci: 40 098 rozhodčí: Ovidiu Haţegan |
|                     |     |          | Wanda Metropolitano, Madrid diváci: 40 098 rozhodčí: Ovidiu Haţegan |

| 15. září 2021 21:00                     |     |                      |                                                              |
| Liverpool FC                            | 3:2 | AC Milán             | Anfield, Liverpool diváci: 51 445 rozhodčí: Szymon Marciniak |
| Tomori 9' (vl.) Salah 49' Henderson 69' |     | Rebić 42' B.Díaz 44' | Anfield, Liverpool diváci: 51 445 rozhodčí: Szymon Marciniak |

| 28. září 2021 21:00 |     |                                          |                                                                  |
| FC Porto            | 1:5 | Liverpool FC                             | Estádio do Dragão, Porto diváci: 23 520 rozhodčí: Sergei Karasev |
| Taremi 75'          |     | Salah 18', 60' Mané 45' Firmino 77', 81' | Estádio do Dragão, Porto diváci: 23 520 rozhodčí: Sergei Karasev |

| 28. září 2021 21:00 |     |                                   |                                                       |
| AC Milán            | 1:2 | Atlético Madrid                   | San Siro, Milán diváci: 35 374 rozhodčí: Cüneyt Çakır |
| Leão 20'            |     | Griezmann 84' Suárez 90+7' (pen.) | San Siro, Milán diváci: 35 374 rozhodčí: Cüneyt Çakır |

| 19. října 2021 21:00 |     |          |                                                               |
| FC Porto             | 1:0 | AC Milán | Estádio do Dragão, Porto diváci: 23 520 rozhodčí: Felix Brych |
| L.Díaz 60'           |     |          | Estádio do Dragão, Porto diváci: 23 520 rozhodčí: Felix Brych |

| 19. října 2021 21:00 |     |                                |                                                                     |
| Atlético Madrid      | 2:3 | Liverpool FC                   | Wanda Metropolitano, Madrid diváci: 60 725 rozhodčí: Daniel Siebert |
| Griezmann 20', 34'   |     | Salah 8', 78' (pen.) Keita 13' | Wanda Metropolitano, Madrid diváci: 60 725 rozhodčí: Daniel Siebert |

| 3. listopadu 2021 18:45 |     |           |                                                         |
| AC Milán                | 1:1 | FC Porto  | San Siro, Milán diváci: 39 675 rozhodčí: Clément Turpin |
| Mbemba 61' (vl.)        |     | B.Díaz 6' | San Siro, Milán diváci: 39 675 rozhodčí: Clément Turpin |

| 3. listopadu 2021 21:00 |     |                 |                                                            |
| Liverpool FC            | 2:0 | Atlético Madrid | Anfield, Liverpool diváci: 51 347 rozhodčí: Danny Makkelie |
| Jota 13' Mané 21'       |     |                 | Anfield, Liverpool diváci: 51 347 rozhodčí: Danny Makkelie |

| 24. listopadu 2021 21:00 |     |             |                                                                    |
| Atlético Madrid          | 0:1 | AC Milán    | Wanda Metropolitano, Madrid diváci: 61 019 rozhodčí: Slavko Vinčić |
|                          |     | Messias 87' | Wanda Metropolitano, Madrid diváci: 61 019 rozhodčí: Slavko Vinčić |

| 24. listopadu 2021 21:00 |     |          |                                                          |
| Liverpool FC             | 2:0 | FC Porto | Anfield, Liverpool diváci: 52 209 rozhodčí: Felix Zwayer |
| Thiago 52' Salah 70'     |     |          | Anfield, Liverpool diváci: 52 209 rozhodčí: Felix Zwayer |

| 7. prosince 2021 21:00 |     |                     |                                                         |
| AC Milán               | 1:2 | Liverpool FC        | San Siro, Milán diváci: 56 237 rozhodčí: Danny Makkelie |
| Tomori 29'             |     | Salah 36' Origi 55' | San Siro, Milán diváci: 56 237 rozhodčí: Danny Makkelie |

| 7. prosince 2021 21:00 |     |                                        |                                                                  |
| FC Porto               | 1:3 | Atlético Madrid                        | Estádio do Dragão, Porto diváci: 38 830 rozhodčí: Clément Turpin |
| Oliveira 90+6' (pen.)  |     | Griezmann 56' Correa 90' De Paul 90+2' | Estádio do Dragão, Porto diváci: 38 830 rozhodčí: Clément Turpin |

### Skupina C
| Poř. | Tým               | Z | V | R | P | VG | OG | B  |
| ---- | ----------------- | - | - | - | - | -- | -- | -- |
| 1.   | AFC Ajax          | 6 | 6 | 0 | 0 | 20 | 5  | 18 |
| 2.   | Sporting CP       | 6 | 3 | 0 | 3 | 14 | 12 | 9  |
| 3.   | Borussia Dortmund | 6 | 3 | 0 | 3 | 10 | 11 | 9  |
| 4.   | Beşiktaş JK       | 6 | 0 | 0 | 6 | 3  | 19 | 0  |

| 15. září 2021 18:45 |     |                              |                                                                      |
| Beşiktaş JK         | 1:2 | Borussia Dortmund            | Vodafone Park, Istanbul diváci: 22 445 rozhodčí: Antonio Mateu Lahoz |
| Montero 90+4'       |     | Bellingham 20' Haaland 45+3' | Vodafone Park, Istanbul diváci: 22 445 rozhodčí: Antonio Mateu Lahoz |

| 15. září 2021 21:00 |     |                                      |                                                                            |
| Sporting CP         | 1:5 | AFC Ajax                             | Estádio José Alvalade, Lisabon diváci: 20 382 rozhodčí: José María Sánchez |
| Paulinho 33'        |     | Haller 2', 9', 51', 63' Berghuis 39' | Estádio José Alvalade, Lisabon diváci: 20 382 rozhodčí: José María Sánchez |

| 28. září 2021 18:45     |     |             |                                                                       |
| AFC Ajax                | 2:0 | Beşiktaş JK | Johan Cruyff Arena, Amsterdam diváci: 52 628 rozhodčí: Benoît Bastien |
| Berghuis 17' Haller 43' |     |             | Johan Cruyff Arena, Amsterdam diváci: 52 628 rozhodčí: Benoît Bastien |

| 28. září 2021 21:00 |     |             |                                                                       |
| Borussia Dortmund   | 1:0 | Sporting CP | Signal Iduna Park, Dortmund diváci: 25 000 rozhodčí: Srdjan Jovanović |
| Malen 37'           |     |             | Signal Iduna Park, Dortmund diváci: 25 000 rozhodčí: Srdjan Jovanović |

| 19. října 2021 18:45 |     |                                            |                                                                |
| Beşiktaş JK          | 1:4 | Sporting CP                                | Vodafone Park, Istanbul diváci: 22 936 rozhodčí: Slavko Vinčić |
| Larin 24'            |     | Coates 15', 27' Sarabia , 44' Paulinho 89' | Vodafone Park, Istanbul diváci: 22 936 rozhodčí: Slavko Vinčić |

| 19. října 2021 21:00                           |     |                   |                                                                          |
| AFC Ajax                                       | 4:0 | Borussia Dortmund | Johan Cruyff Arena, Amsterdam diváci: 54 029 rozhodčí: Jesús Gil Manzano |
| Reus 11' (vl.) Blind 25' Antony 57' Haller 72' |     |                   | Johan Cruyff Arena, Amsterdam diváci: 54 029 rozhodčí: Jesús Gil Manzano |

| 3. listopadu 2021 21:00                            |     |             |                                                                        |
| Sporting CP                                        | 4:0 | Beşiktaş JK | Estádio José Alvalade, Lisabon diváci: 40 835 rozhodčí: Sergej Karasev |
| Gonçalves 31' (pen.), 38' Paulinho 41' Sarabia 56' |     |             | Estádio José Alvalade, Lisabon diváci: 40 835 rozhodčí: Sergej Karasev |

| 3. listopadu 2021 21:00 |     |                                    |                                                                     |
| Borussia Dortmund       | 1:3 | AFC Ajax                           | Signal Iduna Park, Dortmund diváci: 54 820 rozhodčí: Michael Oliver |
| Reus 37' (pen.)         |     | Tadić 72' Haller 83' Klaasen 90+3' | Signal Iduna Park, Dortmund diváci: 54 820 rozhodčí: Michael Oliver |

| 24. listopadu 2021 18:45 |     |                 |                                                               |
| Beşiktaş JK              | 1:2 | AFC Ajax        | Vodafone Park, Istanbul diváci: 11 712 rozhodčí: Irfan Peljto |
| Ghezzal 22' (pen.)       |     | Haller 54', 69' | Vodafone Park, Istanbul diváci: 11 712 rozhodčí: Irfan Peljto |

| 24. listopadu 2021 21:00     |     |                   |                                                                                 |
| Sporting CP                  | 3:1 | Borussia Dortmund | Estádio José Alvalade, Lisabon diváci: 41 341 rozhodčí: Carlos del Cerro Grande |
| Gonçalves 30', 39' Porro 81' |     | Malen 90+3'       | Estádio José Alvalade, Lisabon diváci: 41 341 rozhodčí: Carlos del Cerro Grande |

| 7. prosince 2021 21:00                            |     |             |                                                                        |
| Borussia Dortmund                                 | 5:0 | Beşiktaş JK | Signal Iduna Park, Dortmund diváci: 15 000 rozhodčí: François Letexier |
| Malen 29' Reus 45+2' (pen.), 53' Haaland 61', 81' |     |             | Signal Iduna Park, Dortmund diváci: 15 000 rozhodčí: François Letexier |

| 7. prosince 2021 21:00                        |     |                       |                                                                |
| AFC Ajax                                      | 4:2 | Sporting CP           | Johan Cruyff Arena, Amsterdam diváci: 0 rozhodčí: Davide Massa |
| Haller , 8' Antony 42' Neres 58' Berghuis 62' |     | Santos 22' Tabata 78' | Johan Cruyff Arena, Amsterdam diváci: 0 rozhodčí: Davide Massa |

### Skupina D
| Poř. | Tým                 | Z | V | R | P | VG | OG | B  |
| ---- | ------------------- | - | - | - | - | -- | -- | -- |
| 1.   | Real Madrid CF      | 6 | 5 | 0 | 1 | 14 | 3  | 15 |
| 2.   | FC Inter Milán      | 6 | 3 | 1 | 2 | 8  | 5  | 10 |
| 3.   | FC Sheriff Tiraspol | 6 | 2 | 1 | 3 | 7  | 11 | 7  |
| 4.   | FK Šachtar Doněck   | 6 | 0 | 2 | 4 | 2  | 12 | 2  |

| 15. září 2021 18:45    |     |                   |                                                                 |
| FC Sheriff Tiraspol    | 2:0 | FK Šachtar Doněck | Sheriff Stadium, Tiraspol diváci: 5 205 rozhodčí: Deniz Aytekin |
| Traoré 16' Yansané 62' |     |                   | Sheriff Stadium, Tiraspol diváci: 5 205 rozhodčí: Deniz Aytekin |

| 15. září 2021 21:00 |     |                |                                                         |
| FC Inter Milán      | 0:1 | Real Madrid CF | San Siro, Milán diváci: 37 082 rozhodčí: Daniel Siebert |
|                     |     | Rodrygo 89'    | San Siro, Milán diváci: 37 082 rozhodčí: Daniel Siebert |

| 28. září 2021 18:45 |     |                |                                                               |
| FK Šachtar Doněck   | 0:0 | FC Inter Milán | NSK Olimpijskyj, Kyjev diváci: 26 170 rozhodčí: István Kovács |
|                     |     |                | NSK Olimpijskyj, Kyjev diváci: 26 170 rozhodčí: István Kovács |

| 28. září 2021 21:00 |     |                           |                                                                    |
| Real Madrid CF      | 1:2 | FC Sheriff Tiraspol       | Santiago Bernabéu, Madrid diváci: 24 522 rozhodčí: Lawrence Visser |
| Benzema 65' (pen.)  |     | Yakhshiboev 25' Thill 90' | Santiago Bernabéu, Madrid diváci: 24 522 rozhodčí: Lawrence Visser |

| 19. října 2021 21:00            |     |                     |                                                         |
| FC Inter Milán                  | 3:1 | FC Sheriff Tiraspol | San Siro, Milán diváci: 43 305 rozhodčí: Danny Makkelie |
| Džeko 34' Vidal 58' De Vrij 67' |     | Thill 52'           | San Siro, Milán diváci: 43 305 rozhodčí: Danny Makkelie |

| 19. října 2021 21:00 |     |                                                                |                                                                  |
| FK Šachtar Doněck    | 0:5 | Real Madrid CF                                                 | NSK Olimpijskyj, Kyjev diváci: 34 037 rozhodčí: Srdjan Jovanović |
|                      |     | Kryvtsov 37' (vl.) Vinícius 51', 56' Rodrygo 65' Benzema 90+1' | NSK Olimpijskyj, Kyjev diváci: 34 037 rozhodčí: Srdjan Jovanović |

| 3. listopadu 2021 18:45 |     |                   |                                                                   |
| Real Madrid CF          | 2:1 | FK Šachtar Doněck | Santiago Bernabéu, Madrid diváci: 38 105 rozhodčí: Benoît Bastien |
| Benzema 14', 61'        |     | Fernando 39'      | Santiago Bernabéu, Madrid diváci: 38 105 rozhodčí: Benoît Bastien |

| 3. listopadu 2021 21:00 |     |                                       |                                                                |
| FC Sheriff Tiraspol     | 1:3 | FC Inter Milán                        | Sheriff Stadium, Tiraspol diváci: 5 930 rozhodčí: Felix Zwayer |
| Traoré 90+2'            |     | Brozović 54' Škriniar 66' Sánchez 82' | Sheriff Stadium, Tiraspol diváci: 5 930 rozhodčí: Felix Zwayer |

| 24. listopadu 2021 18:45 |     |                   |                                                         |
| FC Inter Milán           | 2:0 | FK Šachtar Doněck | San Siro, Milán diváci: 46 225 rozhodčí: Ovidiu Haţegan |
| Džeko 61', 67'           |     |                   | San Siro, Milán diváci: 46 225 rozhodčí: Ovidiu Haţegan |

| 24. listopadu 2021 21:00 |     |                                   |                                                                    |
| FC Sheriff Tiraspol      | 0:3 | Real Madrid CF                    | Stadion Sheriff, Tiraspol diváci: 5 932 rozhodčí: Szymon Marciniak |
|                          |     | Alaba 30' Kroos 45+1' Benzema 55' | Stadion Sheriff, Tiraspol diváci: 5 932 rozhodčí: Szymon Marciniak |

| 7. prosince 2021 21:00 |     |                |                                                                |
| Real Madrid CF         | 2:0 | FC Inter Milán | Santiago Bernabéu, Madrid diváci: 46 887 rozhodčí: Felix Brych |
| Kroos 17' Asensio 79'  |     |                | Santiago Bernabéu, Madrid diváci: 46 887 rozhodčí: Felix Brych |

| 7. prosince 2021 21:00 |     |                     |                                                               |
| FK Šachtar Doněck      | 1:1 | FC Sheriff Tiraspol | NSK Olimpijskyj, Kyjev diváci: 6 841 rozhodčí: Donatas Rumšas |
| Fernando 42'           |     | Nikolov 90+3'       | NSK Olimpijskyj, Kyjev diváci: 6 841 rozhodčí: Donatas Rumšas |

### Skupina E
| Poř. | Tým               | Z | V | R | P | VG | OG | B  |
| ---- | ----------------- | - | - | - | - | -- | -- | -- |
| 1.   | FC Bayern Mnichov | 6 | 6 | 0 | 0 | 22 | 3  | 18 |
| 2.   | Benfica Lisabon   | 6 | 2 | 2 | 2 | 7  | 9  | 8  |
| 3.   | FC Barcelona      | 6 | 2 | 1 | 3 | 2  | 9  | 7  |
| 4.   | FK Dynamo Kyjev   | 6 | 0 | 1 | 5 | 1  | 11 | 1  |

| 14. září 2021 21:00 |     |                 |                                                                |
| FK Dynamo Kyjev     | 0:0 | Benfica Lisabon | NSK Olimpijskyj, Kyjev diváci: 21 657 rozhodčí: Anthony Taylor |
|                     |     |                 | NSK Olimpijskyj, Kyjev diváci: 21 657 rozhodčí: Anthony Taylor |

| 14. září 2021 21:00 |     |                                 |                                                             |
| FC Barcelona        | 0:3 | FC Bayern Mnichov               | Camp Nou, Barcelona diváci: 39 737 rozhodčí: Michael Oliver |
|                     |     | Müller 34' Lewandowski 56', 85' | Camp Nou, Barcelona diváci: 39 737 rozhodčí: Michael Oliver |

| 29. září 2021 21:00                                               |     |                 |                                                               |
| FC Bayern Mnichov                                                 | 5:0 | FK Dynamo Kyjev | Allianz Arena, Mnichov diváci: 25 000 rozhodčí: István Kovács |
| Lewandowski 12' (pen.), 27' Gnabry 68' Sané 78' Choupo-Moting 87' |     |                 | Allianz Arena, Mnichov diváci: 25 000 rozhodčí: István Kovács |

| 29. září 2021 21:00            |     |              |                                                                 |
| Benfica Lisabon                | 3:0 | FC Barcelona | Estádio da Luz, Lisabon diváci: 29 454 rozhodčí: Daniele Orsato |
| Núñez 3' (pen.), 79' Silva 69' |     |              | Estádio da Luz, Lisabon diváci: 29 454 rozhodčí: Daniele Orsato |

| 20. října 2021 18:45 |     |                 |                                                             |
| FC Barcelona         | 1:0 | FK Dynamo Kyjev | Camp Nou, Barcelona diváci: 45 968 rozhodčí: Clément Turpin |
| Piqué 36'            |     |                 | Camp Nou, Barcelona diváci: 45 968 rozhodčí: Clément Turpin |

| 20. října 2021 21:00 |     |                                                 |                                                                 |
| Benfica Lisabon      | 0:4 | FC Bayern Mnichov                               | Estádio da Luz, Lisabon diváci: 55 201 rozhodčí: Ovidiu Haţegan |
|                      |     | Sané 70', 84' Everton 80' (vl.) Lewandowski 82' | Estádio da Luz, Lisabon diváci: 55 201 rozhodčí: Ovidiu Haţegan |

| 2. listopadu 2021 21:00 |     |              |                                                                |
| FK Dynamo Kyjev         | 0:1 | FC Barcelona | NSK Olimpijskyj, Kyjev diváci: 31 378 rozhodčí: Ovidiu Haţegan |
|                         |     | Fati 70'     | NSK Olimpijskyj, Kyjev diváci: 31 378 rozhodčí: Ovidiu Haţegan |

| 2. listopadu 2021 21:00                       |     |                      |                                                                  |
| FC Bayern Mnichov                             | 5:2 | Benfica Lisabon      | Allianz Arena, Mnichov diváci: 50,000 rozhodčí: Szymon Marciniak |
| Lewandowski 26', 61', 84' Gnabry 32' Sané 49' |     | Morato 38' Núňez 74' | Allianz Arena, Mnichov diváci: 50,000 rozhodčí: Szymon Marciniak |

| 23. listopadu 2021 18:45 |     |                           |                                                                  |
| FK Dynamo Kyjev          | 1:2 | FC Bayern Mnichov         | NSK Olimpijskyj, Kyjev diváci: 28 732 rozhodčí: Halil Umut Meler |
| Harmash 70'              |     | Lewandowski 14' Coman 42' | NSK Olimpijskyj, Kyjev diváci: 28 732 rozhodčí: Halil Umut Meler |

| 23. listopadu 2021 21:00 |     |                 |                                                             |
| FC Barcelona             | 0:0 | Benfica Lisabon | Camp Nou, Barcelona diváci: 49,572 rozhodčí: Sergej Karasev |
|                          |     |                 | Camp Nou, Barcelona diváci: 49,572 rozhodčí: Sergej Karasev |

| 8. prosince 2021 21:00    |     |                 |                                                                |
| Benfica Lisabon           | 2:0 | FK Dynamo Kyjev | Estádio da Luz, Lisabon diváci: 36 591 rozhodčí: Deniz Aytekin |
| Jaremčuk 16' Gilberto 22' |     |                 | Estádio da Luz, Lisabon diváci: 36 591 rozhodčí: Deniz Aytekin |

| 8. prosince 2021 21:00          |     |              |                                                           |
| FC Bayern Mnichov               | 3:0 | FC Barcelona | Allianz Arena, Mnichov diváci: 0 rozhodčí: Ovidiu Haţegan |
| Müller 34' Sané 43' Musiala 62' |     |              | Allianz Arena, Mnichov diváci: 0 rozhodčí: Ovidiu Haţegan |

### Skupina F
| Poř. | Tým                  | Z | V | R | P | VG | OG | B  |
| ---- | -------------------- | - | - | - | - | -- | -- | -- |
| 1.   | Manchester United FC | 6 | 3 | 2 | 1 | 11 | 8  | 11 |
| 2.   | Villarreal CF        | 6 | 3 | 1 | 2 | 12 | 9  | 10 |
| 3.   | Atalanta BC          | 6 | 1 | 3 | 2 | 12 | 13 | 6  |
| 4.   | BSC Young Boys       | 6 | 1 | 2 | 3 | 7  | 12 | 5  |

| 14. září 2021 18:45      |     |                      |                                                                  |
| BSC Young Boys           | 2:1 | Manchester United FC | Stade de Suisse, Bern diváci: 31 120 rozhodčí: François Letexier |
| Ngamaleu 66' Pefok 90+5' |     | Ronaldo 13'          | Stade de Suisse, Bern diváci: 31 120 rozhodčí: François Letexier |

| 14. září 2021 21:00       |     |                       |                                                                            |
| Villarreal CF             | 2:2 | Atalanta BC           | Estadio de la Cerámica, Villarreal diváci: 12 916 rozhodčí: Clément Turpin |
| Trigueros 39' Danjuma 73' |     | Freuler 6' Gosens 83' | Estadio de la Cerámica, Villarreal diváci: 12 916 rozhodčí: Clément Turpin |

| 29. září 2021 18:45 |     |                |                                                                             |
| Atalanta BC         | 1:0 | BSC Young Boys | Stadio Atleti Azzurri d'Italia, Bergamo diváci: 8 536 rozhodčí: Felix Brych |
| Pessina 68'         |     |                | Stadio Atleti Azzurri d'Italia, Bergamo diváci: 8 536 rozhodčí: Felix Brych |

| 29. září 2021 21:00      |     |               |                                                                |
| Manchester United FC     | 2:1 | Villarreal CF | Old Trafford, Manchester diváci: 73 130 rozhodčí: Felix Zwayer |
| Telles 63' Ronaldo 90+5' |     | Alcácer 50'   | Old Trafford, Manchester diváci: 73 130 rozhodčí: Felix Zwayer |

| 20. října 2021 21:00 |     |                                                     |                                                               |
| BSC Young Boys       | 1:4 | Villarreal CF                                       | Stade de Suisse, Bern diváci: 27 398 rozhodčí: Sergej Karasev |
| Elia 77'             |     | Pino 6' G. Moreno 19' A. Moreno 88' Chukwueze 90+2' | Stade de Suisse, Bern diváci: 27 398 rozhodčí: Sergej Karasev |

| 20. října 2021 21:00                 |     |                         |                                                                    |
| Manchester United FC                 | 3:2 | Atalanta BC             | Old Trafford, Manchester diváci: 72 279 rozhodčí: Szymon Marciniak |
| Rashford 53' Maguire 75' Ronaldo 81' |     | Pašalić 15' Demiral 29' | Old Trafford, Manchester diváci: 72 279 rozhodčí: Szymon Marciniak |

| 2. listopadu 2021 21:00 |     |                |                                                                              |
| Villarreal CF           | 2:0 | BSC Young Boys | Estadio de la Cerámica, Villarreal diváci: 14 890 rozhodčí: Serdar Gözübüyük |
| Capoue 36' Danjuma 89'  |     |                | Estadio de la Cerámica, Villarreal diváci: 14 890 rozhodčí: Serdar Gözübüyük |

| 2. listopadu 2021 21:00 |     |                      |                                                                                |
| Atalanta BC             | 2:2 | Manchester United FC | Stadio Atleti Azzurri d'Italia, Bergamo diváci: 14 443 rozhodčí: Slavko Vinčić |
| Iličić 12' Zapata 56'   |     | Ronaldo 45+1', 90+1' | Stadio Atleti Azzurri d'Italia, Bergamo diváci: 14 443 rozhodčí: Slavko Vinčić |

| 23. listopadu 2021 18:45 |     |                        |                                                                         |
| Villarreal CF            | 0:2 | Manchester United FC   | Estadio de la Cerámica, Villarreal diváci: 20 875 rozhodčí: Felix Brych |
|                          |     | Ronaldo 78' Sancho 90' | Estadio de la Cerámica, Villarreal diváci: 20 875 rozhodčí: Felix Brych |

| 23. listopadu 2021 21:00       |     |                                    |                                                               |
| BSC Young Boys                 | 3:3 | Atalanta BC                        | Stade de Suisse, Bern diváci: 31 120 rozhodčí: Daniel Siebert |
| Pefok 39' Sierro 80' Hefti 84' |     | Zapata 10' Palomino 51' Muriel 88' | Stade de Suisse, Bern diváci: 31 120 rozhodčí: Daniel Siebert |

| 8. prosince 2021 21:00 |     |                |                                                                  |
| Manchester United FC   | 1:1 | BSC Young Boys | Old Trafford, Manchester diváci: 73 156 rozhodčí: Benoît Bastien |
| Greenwood 8'           |     | Rieder 42'     | Old Trafford, Manchester diváci: 73 156 rozhodčí: Benoît Bastien |

| 9. prosince 2021 19:00     |     |                            |                                                                                 |
| Atalanta BC                | 2:3 | Villarreal CF              | Stadio Atleti Azzurri d'Italia, Bergamo diváci: 11 690 rozhodčí: Anthony Taylor |
| Malinovskyi 71' Zapata 80' |     | Danjuma 3', 51' Capoue 42' | Stadio Atleti Azzurri d'Italia, Bergamo diváci: 11 690 rozhodčí: Anthony Taylor |

### Skupina G
| Poř. | Tým                  | Z | V | R | P | VG | OG | B  |
| ---- | -------------------- | - | - | - | - | -- | -- | -- |
| 1.   | Lille OSC            | 6 | 3 | 2 | 1 | 7  | 4  | 11 |
| 2.   | FC Red Bull Salzburg | 6 | 3 | 1 | 2 | 8  | 6  | 10 |
| 3.   | Sevilla FC           | 6 | 1 | 3 | 2 | 5  | 5  | 6  |
| 4.   | VfL Wolfsburg        | 6 | 1 | 2 | 3 | 5  | 10 | 5  |

| 14. září 2021 21:00 |     |                      |                                                                                  |
| Sevilla FC          | 1:1 | FC Red Bull Salzburg | Estadio Ramón Sánchez Pizjuán, Sevilla diváci: 18 373 rozhodčí: Aleksei Kulbakov |
| Rakitić 42' (pen.)  |     | Sučić 21' (pen.)     | Estadio Ramón Sánchez Pizjuán, Sevilla diváci: 18 373 rozhodčí: Aleksei Kulbakov |

| 14. září 2021 18:45 |     |               |                                                                                |
| Lille OSC           | 0:0 | VfL Wolfsburg | Stade Pierre-Mauroy, Villeneuve-d'Ascq diváci: 34 314 rozhodčí: Danny Makkelie |
|                     |     |               | Stade Pierre-Mauroy, Villeneuve-d'Ascq diváci: 34 314 rozhodčí: Danny Makkelie |

| 29. září 2021 21:00 |     |                    |                                                                     |
| VfL Wolfsburg       | 1:1 | Sevilla FC         | Volkswagen Arena, Wolfsburg diváci: 11 733 rozhodčí: Georgi Kabakov |
| Steffen 48'         |     | Rakitić 87' (pen.) | Volkswagen Arena, Wolfsburg diváci: 11 733 rozhodčí: Georgi Kabakov |

| 29. září 2021 21:00             |     |            |                                                                    |
| FC Red Bull Salzburg            | 2:1 | Lille OSC  | Red Bull Arena, Salcburk diváci: 24 207 rozhodčí: Halil Umut Meler |
| Adeyemi 35' (pen.), 53' (pen. ) |     | Yılmaz 62' | Red Bull Arena, Salcburk diváci: 24 207 rozhodčí: Halil Umut Meler |

| 20. října 2021 18:45       |     |               |                                                                  |
| FC Red Bull Salzburg       | 3:1 | VfL Wolfsburg | Red Bull Arena, Salcburk diváci: 29 520 rozhodčí: Daniele Orsato |
| Adeyemi 3' Okafor 65', 77' |     | L. Nmecha 15' | Red Bull Arena, Salcburk diváci: 29 520 rozhodčí: Daniele Orsato |

| 20. října 2021 21:00 |     |            |                                                                                |
| Lille OSC            | 0:0 | Sevilla FC | Stade Pierre-Mauroy, Villeneuve-d'Ascq diváci: 34 362 rozhodčí: Michael Oliver |
|                      |     |            | Stade Pierre-Mauroy, Villeneuve-d'Ascq diváci: 34 362 rozhodčí: Michael Oliver |

| 2. listopadu 2021 18:45 |     |                      |                                                                 |
| VfL Wolfsburg           | 2:1 | FC Red Bull Salzburg | Volkswagen Arena, Wolfsburg diváci: 29 369 rozhodčí: Artur Dias |
| Baku 3' L. Nmecha 60'   |     | Wöber 30'            | Volkswagen Arena, Wolfsburg diváci: 29 369 rozhodčí: Artur Dias |

| 2. listopadu 2021 21:00 |     |                     |                                                                               |
| Sevilla FC              | 1:2 | Lille OSC           | Estadio Ramón Sánchez Pizjuán, Sevilla diváci: 16 112 rozhodčí: István Kovács |
| Ocampos 15'             |     | David 43' Ikoné 51' | Estadio Ramón Sánchez Pizjuán, Sevilla diváci: 16 112 rozhodčí: István Kovács |

| 23. listopadu 2021 21:00 |     |                      |                                                                                |
| Lille OSC                | 1:0 | FC Red Bull Salzburg | Stade Pierre-Mauroy, Villeneuve-d'Ascq diváci: 33 573 rozhodčí: Anthony Taylor |
| David 31'                |     |                      | Stade Pierre-Mauroy, Villeneuve-d'Ascq diváci: 33 573 rozhodčí: Anthony Taylor |

| 23. listopadu 2021 21:00 |     |               |                                                                              |
| Sevilla FC               | 2:0 | VfL Wolfsburg | Estadio Ramón Sánchez Pizjuán, Sevilla diváci: 28 663 rozhodčí: Cüneyt Çakır |
| Jordán 12' Mir 90+7'     |     |               | Estadio Ramón Sánchez Pizjuán, Sevilla diváci: 28 663 rozhodčí: Cüneyt Çakır |

| 8. prosince 2021 21:00 |     |            |                                                            |
| FC Red Bull Salzburg   | 1:0 | Sevilla FC | Red Bull Arena, Salcburk diváci: 0 rozhodčí: Slavko Vinčić |
| Okafor 50'             |     |            | Red Bull Arena, Salcburk diváci: 0 rozhodčí: Slavko Vinčić |

| 8. prosince 2021 21:00 |     |                                |                                                                    |
| VfL Wolfsburg          | 1:3 | Lille OSC                      | Volkswagen Arena, Wolfsburg diváci: 6 544 rozhodčí: Daniele Orsato |
| Steffen 89'            |     | Gomes 11' David 72' Yılmaz 78' | Volkswagen Arena, Wolfsburg diváci: 6 544 rozhodčí: Daniele Orsato |

### Skupina H
| Poř. | Tým                      | Z | V | R | P | VG | OG | B  |
| ---- | ------------------------ | - | - | - | - | -- | -- | -- |
| 1.   | Juventus FC              | 6 | 5 | 0 | 1 | 10 | 6  | 15 |
| 2.   | Chelsea FC               | 6 | 4 | 1 | 1 | 13 | 4  | 13 |
| 3.   | FK Zenit Sankt-Petěrburg | 6 | 1 | 2 | 3 | 10 | 10 | 5  |
| 4.   | Malmö FF                 | 6 | 0 | 1 | 5 | 1  | 14 | 1  |

| 14. září 2021 21:00 |     |                                                |                                                         |
| Malmö FF            | 0:3 | Juventus FC                                    | Eleda Stadion, Malmö diváci: 5 832 rozhodčí: Artur Dias |
|                     |     | Alex Sandro 23' Dybala 45' (pen.) Morata 45+1' | Eleda Stadion, Malmö diváci: 5 832 rozhodčí: Artur Dias |

| 14. září 2021 21:00 |     |                          |                                                                     |
| Chelsea FC          | 1:0 | FK Zenit Sankt-Petěrburg | Stamford Bridge, Londýn diváci: 39 252 rozhodčí: Bartosz Frankowski |
| Lukaku 69'          |     |                          | Stamford Bridge, Londýn diváci: 39 252 rozhodčí: Bartosz Frankowski |

| 29. září 2021 18:45                                 |     |          |                                                                            |
| FK Zenit Sankt-Petěrburg                            | 4:0 | Malmö FF | Krestovskij stadion, Petrohrad diváci: 15 339 rozhodčí: Tasos Sidiropoulos |
| Claudinho 9' Kuzyayev 49' Sutormin 80' Wendel 90+4' |     |          | Krestovskij stadion, Petrohrad diváci: 15 339 rozhodčí: Tasos Sidiropoulos |

| 29. září 2021 21:00 |     |            |                                                                    |
| Juventus FC         | 1:0 | Chelsea FC | Juventus Stadium, Turín diváci: 19 934 rozhodčí: Jesús Gil Manzano |
| Chiesa 46'          |     |            | Juventus Stadium, Turín diváci: 19 934 rozhodčí: Jesús Gil Manzano |

| 20. října 2021 21:00                                       |     |          |                                                                    |
| Chelsea FC                                                 | 4:0 | Malmö FF | Stamford Bridge, Londýn diváci: 18 717 rozhodčí: François Letexier |
| Christensen 9' Jorginho 21' (pen.), 57' (pen.) Havertz 48' |     |          | Stamford Bridge, Londýn diváci: 18 717 rozhodčí: François Letexier |

| 20. října 2021 21:00     |     |                |                                                                        |
| FK Zenit Sankt-Petěrburg | 0:1 | Juventus FC    | Krestovskij stadion, Petrohrad diváci: 39 095 rozhodčí: Sandro Schärer |
|                          |     | Kulusevski 86' | Krestovskij stadion, Petrohrad diváci: 39 095 rozhodčí: Sandro Schärer |

| 2. listopadu 2021 18:45 |     |            |                                                           |
| Malmö FF                | 0:1 | Chelsea FC | Eleda Stadion, Malmö diváci: 19 551 rozhodčí: Felix Brych |
|                         |     | Ziyech 56' | Eleda Stadion, Malmö diváci: 19 551 rozhodčí: Felix Brych |

| 2. listopadu 2021                            |     |                                |                                                                                |
| Juventus FC                                  | 4:2 | FK Zenit Sankt-Petěrburg       | Juventus Stadium, Turín diváci: 20 053 rozhodčí: Alejandro Hernández Hernández |
| Dybala 11', 58' (pen.) Chiesa 73' Morata 82' |     | Bonucci 26' (vl.) Azmoun 90+2' | Juventus Stadium, Turín diváci: 20 053 rozhodčí: Alejandro Hernández Hernández |

| 23. listopadu 2021 21:00 |     |                          |                                                                |
| Malmö FF                 | 1:1 | FK Zenit Sankt-Petěrburg | Eleda Stadion, Malmö diváci: 15 520 rozhodčí: Andris Treimanis |
| Rieks 28'                |     | Rakitskyi 90+2' (pen.)   | Eleda Stadion, Malmö diváci: 15 520 rozhodčí: Andris Treimanis |

| 23. listopadu 2021 21:00                            |     |             |                                                                   |
| Chelsea FC                                          | 4:0 | Juventus FC | Stamford Bridge, Londýn diváci: 39 513 rozhodčí: Srdjan Jovanović |
| Chalobah 25' James 55' Hudson-Odoi 58' Werner 90+5' |     |             | Stamford Bridge, Londýn diváci: 39 513 rozhodčí: Srdjan Jovanović |

| 8. prosince 2021 18:45 |     |          |                                                               |
| Juventus FC            | 1:0 | Malmö FF | Juventus Stadium, Turín diváci: 17 501 rozhodčí: Irfan Peljto |
| Kean 18'               |     |          | Juventus Stadium, Turín diváci: 17 501 rozhodčí: Irfan Peljto |

| 8. prosince 2021 18:45                 |     |                           |                                                                          |
| FK Zenit Sankt-Petěrburg               | 3:3 | Chelsea FC                | Krestovskij stadion, Petrohrad diváci: 29 349 rozhodčí: Serdar Gözübüyük |
| Claudinho 31' Azmoun 41' Ozdoyev 90+4' |     | Werner 2', 85' Lukaku 62' | Krestovskij stadion, Petrohrad diváci: 29 349 rozhodčí: Serdar Gözübüyük |